# Nathan Söderblom
Lars Olof Jonathan (Nathan) Söderblom (ur. 15 stycznia 1866 w Trönö, zm. 12 lipca 1931 w Uppsali) – szwedzki arcybiskup i teolog luterański, religioznawca, laureat pokojowej Nagrody Nobla.

## Życiorys
Urodził się w rodzinie pastora, w latach 1886–1892 studiował literaturoznawstwo i teologię na uniwersytecie w Uppsali. W 1893 po ordynacji na pastora podjął pracę jako kapelan w szpitalu psychiatrycznym w Uppsali, a następnie w misji dyplomatycznej w Paryżu. W tym czasie ożenił się z Anną Forsell, jedną z 20 studentek Uniwersytetu w Uppsali (studentów było około 1700). Mieli 13 dzieci.
W 1901 uzyskał stopień doktora teologii na Sorbonie. Od 1901 do 1914 był profesorem teologii na uniwersytecie w Uppsali, a od 1912 także na uniwersytecie w Lipsku. W 1914 został wybrany arcybiskupem Uppsali. 
W czasie swojej działalności głosił istnienie żywej wiary w Boga we wszystkich wierzeniach świata i działał na rzecz porozumienia pomiędzy różnymi Kościołami. Rozbieżności religijne sprowadził do wspólnego mianownika - świętości, tzn. że istota religii polega nie na wyobrażeniu sobie osobowego Boga lecz na stosunku do sacrum. W 1925 zorganizował w Sztokholmie konferencję Universal Christian Conference on Life and Work, w której wzięli udział przedstawiciele Kościołów anglikańskiego, protestanckiego i prawosławnego.  Inicjatywa ta stała się podwaliną pod utworzenie w 1945 Światowej Rady Kościołów. 
W 1930 został wyróżniony pokojową Nagrodą Nobla.

## Wybrane publikacje
- Christian Fellowship. The United Life and Work of Christendom, New York 1923.
- The Church and Peace Oxford 1929.
- The Living God. Basal Forms of Personal Religion, London 1933.